# هجوم الوسيط
هجوم الوسيط (بالإنجليزية: Man-in-the-middle attack) في التعمية وأمن الحاسوب هو نوع من الاختراق حيث يتسلل المهاجم بين متحاورين في شبكة دون علم كل منهما.
يمكن اعتماد هذا النوع من الهجمات في طريقة ديفي وهيلمان لتبادل المفاتيح عند غياب عملية التعرف على الهوية (Authentication).
تتضمن معظم بروتوكولات التعمية شكلا من أشكال المصادقة نقطة النهاية على وجه التحديد لمنع تلك الهجمات. على سبيل المثال، بروتوكول طبقة المنافذ الآمنة SSL يصادق الخادم باستخدام مرجع مصدق ثقة متبادلة.

## الحاجة لنقل إضافية عبر قناة آمنة
جميع أنظمة التعمية التي تُعتبر آمنة ضد هجمات الوسطاء تتطلب نقل أو تبادل معلومات إضافية عبر نوع من قنوات البيانات الآمنة. طُوِّرت العديد من أساليب الاتفاق على المفتاح (بالإنجليزية: Key-agreement protocol) التي يُتَّفق فيها على «مفتاح» التعمية، مع متطلبات أمنية مختلفة لقناة البيانات الآمنة. بروتوكول إنترلوك (Interlock protocol) يحاول معالجة هذا الأمر، ليعمل وسيلة لفضح الوسيط الذي يحاول كشف الطرفين الذين يستخدمان اتفاق على المفتاح مُغفَل (بالإنجليزية: anonymous key agreement) لتأمين اتصالهما.

## مثال لهجوم
لنفترض أن أليس ترغب في التواصل مع بوب عبر محادثة كتابية. وفي الوقت نفسه، يرغب مالوري في اعتراض المحادثة والتنصت وربما توصيل رسالة زائفة لبوب. يمكن باستخدام ذلك الأسلوب في الهجوم تحقيق كل ذلك.